# Real Conservatorio Superior de Música de Madrid

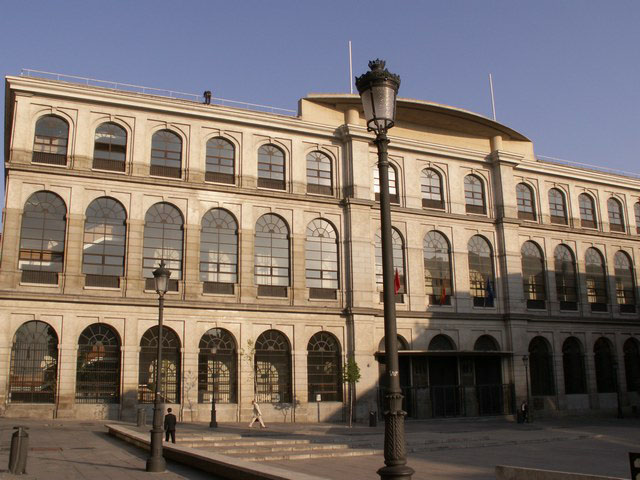
Real Conservatorio Superior de Música de Madrid

Het Real Conservatorio Superior de Música de Madrid is een conservatorium in Madrid, opgericht op 15 juli 1830 bij Koninklijk Besluit.

## Geschiedenis
Het instituut droeg aanvankelijk de naam Real Conservatorio de Música y Declamación de María Cristina. De oorspronkelijke locatie was aan de Plaza de los Mostenses. In 1852 verhuisde men naar het Teatro Real, het koninklijke theater aan de Calle de Felipe V. Daar was het gevestigd in een centraal gebouw tot 1925. In de daaropvolgende 65 jaar had het conservatorium geen centraal gebouw. Het was verdeeld over verschillende gebouwen in Madrid. Sinds 12 december 1990 is door een besluit van de minister voor onderwijs en wetenschappen Javier Solana Madariaga het conservatorium terugverhuisd naar het oorspronkelijke gebouw uit de 18e eeuw, dat door de architecten Manuel en Ignacio de las Casas en Jaime Lorenzo compleet gerenoveerd was. Het is het voormalige Hospital Clínico de San Carlos tegenover het Museo Nacional Centro de Arte Reina Sofía ligt.
Momenteel biedt het conservatorium plaats aan ongeveer 1400 studenten en 90 docenten. Het instituut heeft vijf grote en 35 middelgrote concertzalen. In het centrale gebouw zijn de directie, de administratie, de bibliotheek, de aula magna en andere voorzieningen ondergebracht.

## Beroemde docenten en studenten
- Joaquín Achúcarro
- Julián Aguirre
- José Vega Aguado
- Pedro Albéniz y Basanta
- Carmelo Alonso Bernaola
- Jesús Arámbarri
- López de Arenosa
- Ataúlfo Exuperio Martín de Argenta Maza
- Valentín Arín
- Pascual Emilio Arrieta y Corera
- Miguel Asins Arbó
- Francisco Asenjo Barbieri
- Gonzalo Barrachina Sellés
- Teresa Berganza Vargas
- Pedro Braña Martínez
- Tomás Bretón Hernández
- Ramón Broca
- Francisco Calés Otero
- Conrado del Campo y de Laparra
- Jorge Cardoso
- Ramón Carnicer y Batlle
- Andrés Carreres López
- Pau Carlos Salvador Casals i Defilló
- Juan Castellano
- Emilio Cebrián Ruiz
- Ruperto Chapi y Lorenta
- José Chenoll
- Federico Chueca y Robres
- Ricardo Dorado Janeiro
- Luisa G. Erenas
- Carlos Esbrí
- Hilarión Eslava
- Manuel de Falla
- Antonio Fernández Bordas
- Pilar Fernández de la Mora
- Francisco Florido Tenllado
- Soriano Fuertes
- Miguel Galiana
- Antonio Gallego
- María Galvany
- Antón García Abril
- Benito García de la Parra
- Manuel García Matos
- Joaquín Gaztambide Garbayo
- Joaquín Gericó Trilla
- Gerardo Gombau
- Julio Gómez
- Eugenio Gómez García
- Agustín González Acilu
- Carlos González de Lara
- José Salvador González Moreno
- Manolo Gracia

- Francisco Grau Vegara
- Jacinto Guerrero y Torre
- Jesús Guridi Bidaola (directeur van 1956-1961)
- Cristóbal Halffter Jiménez
- José Manuel Izquierdo Romeu
- Antonio José
- Joaquin Larregla y Urbieta
- Rodríguez de Ledesma
- Ildefonso Jimeno de Lerma
- Pedro Lerma León
- Santiago Lope Gonzalo
- Manuel Angulo López-Casero
- Adelardo López de Ayala
- Leopoldo Magenti Chelvi
- Joaquín Malats
- Humberto Martínez Aguilar
- Eduardo Martínez Torner
- Juan J. Martínez Almagro
- Jesús de Monasterio y Agüeros
- Torres Navarro
- Cristóbal Oudrid y Segura
- Luis de Pablo
- José Padilla Sánchez
- Felipe Pedrell
- Bartolomé Pérez Casas
- Francisco Piermarini
- José Rivera y Miró
- Lola Rodriguez Aragón
- Joaquín Rodrigo Vidre
- Amadeo Roldán
- Julián Romea
- Samuel Rubio
- Baltasar Saldoni
- Pablo Sánchez Torella
- Emilio Serrano
- Reveriano Soutullo Otero
- José Subirá
- Rafael Taléns Pello
- José Tordera Puig
- Jacinto Torres
- José Tragó
- Joaquín Turina
- Emilio Vega
- José de la Vega Sánchez
- Ventura de la Vega
- Juan Vert Carbonell
- Ricardo Villa González
- Rogelio Villar
- José Joaquín Virués y Spínola
- Amadeo Vives